# Finn Kobberø
Finn Kobberø (født 13. marts 1936, død 21. januar 2009) var en dansk badmintonspiller og sportsjournalist.

## Badmintonkarriere
Finn Kobberø, der spillede for KBK, var ikke kendt for sin store træningsindsats, men er blevet beskrevet som et naturtalent. Han havde succes i alle tre mulige rækker, men droppede relativt hurtigt herresinglen i de store turneringer for at koncentrere sig om doublerne. Han er den mest vindende dansker nogensinde i All England, hvor han vandt 15 titler i herredouble (syv) og mixed double (otte). Han vandt i 1955 herredouble for første gang sammen med Jørgen Hammergaard Hansen, som var hans partner i seks af sejrene, mens han i 1960 vandt med Poul-Erik Nielsen. Sejrene i mixed double kom med Kirsten Thorndahl (fire) og Ulla Strand (fire gange). Derudover nåede han til finalen i herresingle tre gange i turneringen, men tabte alle disse, de to af gangene til Erland Kops.
Kobberø vandt derudover en række andre internationale turneringer samt hele 22 danske mesterskaber, hvoraf de fire var i single og ni i såvel herre- som mixed double.
I perioden fra 1953 til 1966 spillede han 42 landskampe for Danmark og var til Thomas Cup fem gange. Tre af gangene nåede Danmark finalen, men vandt på den tid ikke turneringen, selv om det specielt i 1964 var tæt på, da det blev til et nederlag på 4-5 til Indonesien. Her vandt Kobberø og Hammergaard alle deres kampe, og Kobberø vandt i alt 55 af i alt 44 kampe ved Thomas Cup.
Han indstillede sin elitekarriere i 1966. Han blev optaget i Badminton Hall of Fame i 1997.

## Videre karriere
Finn Kobberø var uddannet journalist og kom til at skrive for Politiken, B.T. og Ritzaus Bureau. I 1964 kom han til Danmarks Radio, hvor han blev en skattet sportskommentator, der havde en god mikrofonstemme, ikke bare i badmintontransmissioner, men også inden for andre sportsgrene. I slutningen af sin karriere blev han i højere grad producer, indtil han blev pensioneret i 1995..